# Kaapspoor

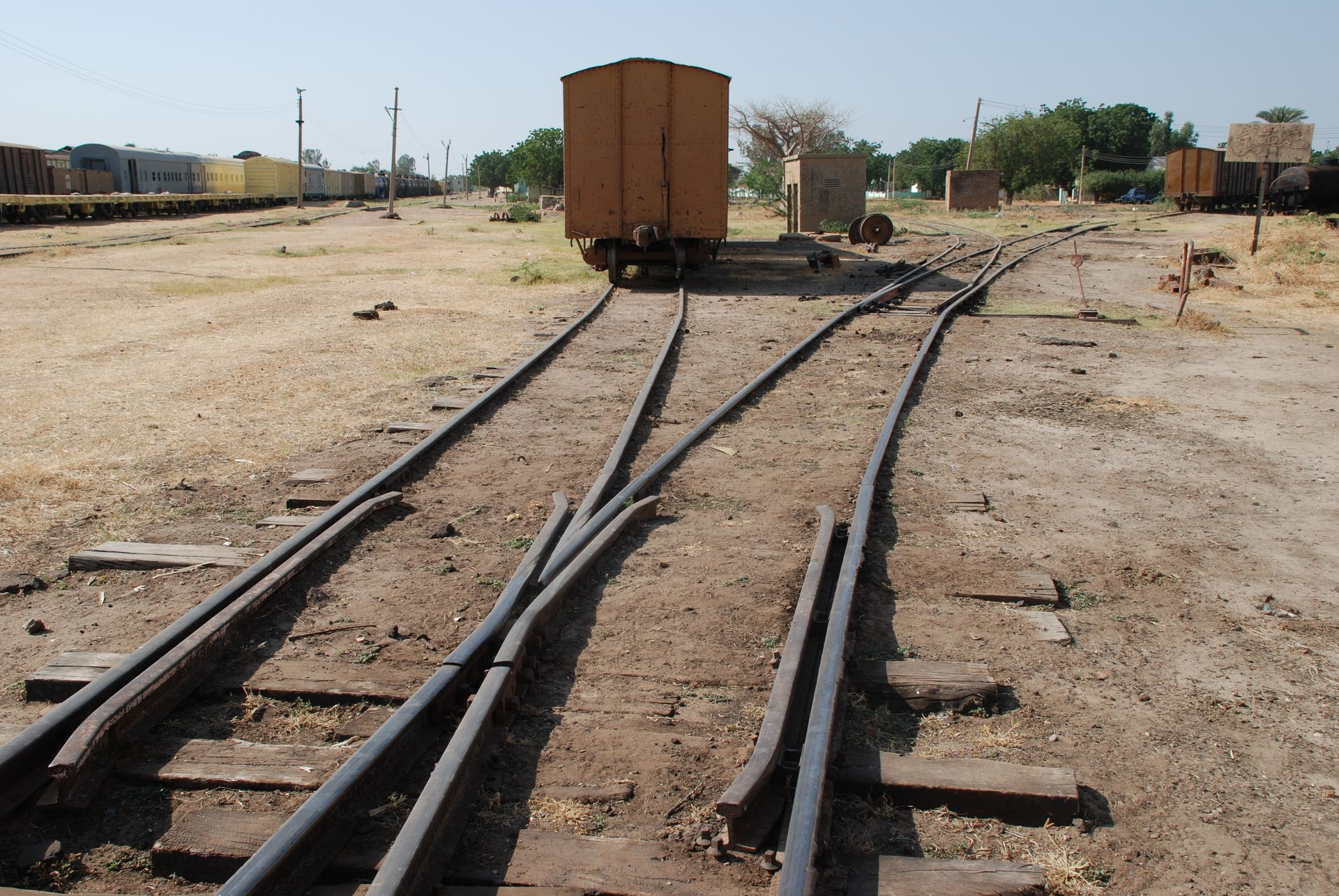
Kaapspoor in Kosti in Soedan

Met kaapspoor bedoelt men bij spoorwegen een spoorwijdte van 1067 millimeter (3,5 Engelse voet), een vorm van smalspoor. De naam kaapspoor komt van de Kaapprovincie in Zuid-Afrika waar deze spoorwijdte op grote schaal werd toegepast. Ook in het begin van de  21e eeuw is kaapspoor in Zuidelijk en Centraal-Afrika een veel gebruikte spoorwijdte. Ook in Japan, Taiwan, Indonesië, Australië en Nieuw-Zeeland komt deze spoorwijdte voor.
In Nederland werd kaapspoor gebruikt door stoomtrammaatschappijen en de stadstrams in Arnhem en Nijmegen. Ook de meeste tramnetwerken in de provincie Noord-Brabant hadden deze spoorwijdte. Deze netten zijn bijna allemaal in de periode van de jaren dertig tot zestig ontmanteld. Deze spoorwijdte werd het laatst gebruikt door de Rotterdamse Tramweg Maatschappij (RTM) tot 1966. Alleen het museum dat voortgekomen is uit de Tramweg-Stichting en veel van het materieel heeft overgenomen van de RTM heeft sinds de jaren negentig op de Brouwersdam een spoor van 1067 mm liggen.
Ook voor de tramwegen tussen de Belgische stad Antwerpen en de Nederlandse grens werd oorspronkelijk kaapspoor gebruikt.
In voormalig Belgisch-Kongo zijn de oorspronkelijk op 760 mm en 1000 mm (meterspoor) aangelegde spoorwegen tussen Matadi en Kinshasa en in de regio van de grote meren in de loop der tijd omgespoord naar kaapspoor. De spoorwegen in Katanga hadden vanaf het begin kaapspoor en gaven ook aansluiting op de spoorwegen van Angola (Benguela-spoorweg) en Rhodesië, eveneens op kaapspoor. Slechts de Vicicongo (600 mm) in het noorden van het land, de lijn in de Kivu, de lijn Boma – Tschela (600 mm) en de lijn vanuit Stanleystad (1000 mm) zijn nooit omgespoord.
In Japan (evenals het voormalige Japanees eiland Taiwan) is het oorspronkelijk spoornet aangelegd met kaapspoor. Latere hogesnelheidslijnen in zowel Taiwan als Japan zijn aangelegd met normaalspoor.
Lijst van spoorwijdten